# AJS Model 14-serie 1958-1966
De AJS Model 14-serie 1958-1966 was een serie 250cc-motorfietsen die het Britse merk AJS produceerde van 1958 tot 1966.

## Voorgeschiedenis
AJS uit Wolverhampton was in 1931 overgenomen door Matchless in Woolwich. De hele motorfietsproductie was overgeplaatst naar Londen en in 1937, nadat ook Sunbeam was overgenomen, werd het samenwerkingsverband Associated Motor Cycles genoemd. Men leverde toen al 250cc-motorfietsen, de Matchless Model G2-serie, de AJS Model 12-serie en de AJS Model 22-serie. In 1939 ging AMC zich concentreren op de productie van militaire motorfietsen en tijdens de Tweede Wereldoorlog leverde men 80.000 exemplaren van de Matchless G3/L aan het Britse leger. Dat model vormde na de oorlog de basis voor de civiele productie. AJS en Matchless bleven bestaan, maar eencilinder-motorfietsen werden door badge-engineering identiek maar onder beide logo's leverbaar. Dat leverde de 350cc-Matchless Model G3-serie en AJS Model 16-serie en de 500cc-Matchless Model G80-serie en de AJS Model 18-serie op.

## Matchless G2 en AJS Model 14
Pas in 1958 begon AMC weer met de productie van 250cc-machines. Het moest een concurrerende machine ontwikkelen voor snelle modellen als de BSA C12, DKW RT 250, de NSU Max en de Honda Dream. AMC had wel een 250cc-model in huis, de James Commodore L25, maar dat was een tweetakt die in het Verenigd Koninkrijk niet bijzonder populair was. Zo verschenen de Matchless G2-toermotorfiets, de Matchless G2 S-sportmotor en het AJS Model 14, ook een toermodel.

### AJS Model 14 1958-1963
Het AJS Model 14 verscheen in 1958. Het was een 250cc-eencilinderviertakt met een korte slag motor (69,9 x 64,8 mm). De machine werd geen succes, vooral omdat ze nogal ouderwets gebouwd was. Hoewel het blok er strak uitzag omdat het carter zowel de 1,4 liter-olietank als de versnellingsbak omsloot, was het nog steeds een pre unit (losse) versnellingsbak, terwijl de unit construction al lang gangbaar was. Dat betekende dat eigenaars nog steeds een primaire ketting moesten onderhouden. Pas in 1962 werd dat veranderd toen de primaire aandrijving door tandwielen werd verzorgd. Met 148 kg was ze ook aan de zware kant. Matchless leverde er een sportversie van, de G2 S(ports), maar AJS niet. De machine had een wiegframe en de niet bijzonder gewaardeerde AMC-teledraulic-telescoopvork. De productie van het Model 14 eindigde in 1963, de Matchless G2 (S) bleef tot 1966 bestaan.

### AJS Model 14 CS 1959-1963
In 1959 volgde het Model 14 CS, een jaar nadat Matchless de Matchless G2 CS had uitgebracht. Het AJS-model was een scrambler, maar werd vooral ingezet door fabrieksrijders voor deelname aan betrouwbaarheidsritten. "CS" stond dan ook voor "Competition Scrambler". 

### AJS Model 14 CSR 1962-1966
In 1962 verscheen het Model 14 CSR, vergelijkbaar met de Matchless G2 CSR. Het was een sportmotor met een verhoogde compressieverhouding (8:1 in plaats van 7,8:1) en een aluminium cilinderkop. De klepveren, drijfstang en krukpen waren verstevigd en een achttien-tands achtertandwiel leverde een hogere topsnelheid van ca. 130 km/uur. Daarmee was de machine sneller dan de Honda CS 71 Dream (een probleem dat Honda in 1960 oploste met de komst van de Honda CB 72 Super Sport, die 145 km/uur haalde). Het Model 14 CSR was het enige model van de 14-serie dat na 1963 nog in productie bleef.

### AJS Model 14 Sapphire en Model 14 Sapphire Ninety
In 1962 kregen de modellen 14 en 14 CSR de toevoegingen "Sapphire" en "Sapphire Ninety". Waarschijnlijk gebeurde dit onder invloed van de Amerikaanse importeur Joe Berliner, die zich als kenner van de Amerikaanse markt vaak bemoeide met de modelnamen en zelfs bepaalde modellen van zijn Europese leveranciers (naast AMC ook Ducati en Moto Guzzi) verlangde.

## Einde productie
De modellen 14, 14 CS en 14 Sapphire verdwenen in 1963 van de markt. De modellen 14 CSR en 14 Sapphire Ninety bleven tot 1966 in productie. Toen werd AMC verkocht aan Dennis Poore, eigenaar van Manganese Bronze Holdings. Die was vooral geïnteresseerd in Norton, dat ook onder AMC-vlag opereerde. Matchless en AJS verdwenen. 

## Technische gegevens
| AJS Model              | 14                              | 14 CS                           | 14 Sapphire                | 14 CSR                     | 14 Sapphire Ninety         |
| ---------------------- | ------------------------------- | ------------------------------- | -------------------------- | -------------------------- | -------------------------- |
| Periode                | 1958-1963                       | 1959-1963                       | 1962-1963                  | 1962-1966                  | 1962-1966                  |
| Categorie              | Toer                            | Scrambler                       | Toer                       | Sport                      | Sport                      |
| Motortype              | Stoterstangen kopklepmotor      | Stoterstangen kopklepmotor      | Stoterstangen kopklepmotor | Stoterstangen kopklepmotor | Stoterstangen kopklepmotor |
| Bouwwijze              | Staande eencilinder             | Staande eencilinder             | Staande eencilinder        | Staande eencilinder        | Staande eencilinder        |
| Koeling                | Lucht                           | Lucht                           | Lucht                      | Lucht                      | Lucht                      |
| Boring                 | 69,9 mm                         | 69,9 mm                         | 69,9 mm                    | 69,9 mm                    | 69,9 mm                    |
| Slag                   | 64,8 mm                         | 64,8 mm                         | 64,8 mm                    | 64,8 mm                    | 64,8 mm                    |
| Cilinderinhoud         | 248,7 cc                        | 248,7 cc                        | 248,7 cc                   | 248,7 cc                   | 248,7 cc                   |
| Carburateur(s)         | Amal Monobloc 375/5             | Amal Monobloc 376/276           | Amal Monobloc 375/5        | Amal Monobloc 376/99       | Amal Monobloc 376/99       |
| Smeersysteem           | Dry-sump                        | Dry-sump                        | Dry-sump                   | Dry-sump                   | Dry-sump                   |
| Compressieverhouding   | 7,8:1                           | 11,5:1                          | 7,8:1                      | 8:1                        | 8:1                        |
| Topsnelheid            | Onbekend                        | Onbekend                        | Onbekend                   | ca. 130 km/uur             | ca. 130 km/uur             |
| Primaire aandrijving   | Ketting, vanaf 1962: tandwielen | Ketting, vanaf 1962: tandwielen | Tandwielen                 | Tandwielen                 | Tandwielen                 |
| Koppeling              | Meervoudige natte plaat         | Meervoudige natte plaat         | Meervoudige natte plaat    | Meervoudige natte plaat    | Meervoudige natte plaat    |
| Versnellingen          | 4                               | 4                               | 4                          | 4                          | 4                          |
| Secundaire aandrijving | Ketting                         | Ketting                         | Ketting                    | Ketting                    | Ketting                    |
| Rijwielgedeelte        | Wiegframe                       | Wiegframe                       | Wiegframe                  | Wiegframe                  | Wiegframe                  |
| Voorvork               | AMC-teledraulic                 | AMC-teledraulic                 | AMC-teledraulic            | AMC-teledraulic            | AMC-teledraulic            |
| Achtervork             | Swingarm                        | Swingarm                        | Swingarm                   | Swingarm                   | Swingarm                   |
| Remmen                 | Trommelremmen                   | Trommelremmen                   | Trommelremmen              | Trommelremmen              | Trommelremmen              |
| Tankinhoud             | 18 liter                        | 12,4 liter                      | 18 liter                   | 18 liter                   | 18 liter                   |
| Droog gewicht          | 148 kg                          | Onbekend                        | 148 kg                     | 148 kg                     | 148 kg                     |
| Matchless-model        | G2                              | G2 CS                           | G2                         | G2 CSR                     | G2 CSR                     |